# Avante!
Avante! [a'vɒ̃tə], zu deutsch Vorwärts!, ist die offizielle Zeitung der Portugiesischen Kommunistischen Partei (PCP). Sie erschien erstmals 1931, das Motto der Zeitung ist Arbeiter aller Länder vereinigt euch!.
Die Zeitung erschien anfangs unregelmäßig, erst seit der Nelkenrevolution 1974 erscheint die Avante! wöchentlich und besaß in den ersten Jahren großen Einfluss auf die portugiesische Arbeiterschaft allgemein. In den letzten Jahren schwand dieser Einfluss jedoch, eine größere Rolle spielt die Avante! noch in Südportugal, vornehmlich in Lissabon, Setúbal und im Alentejo.

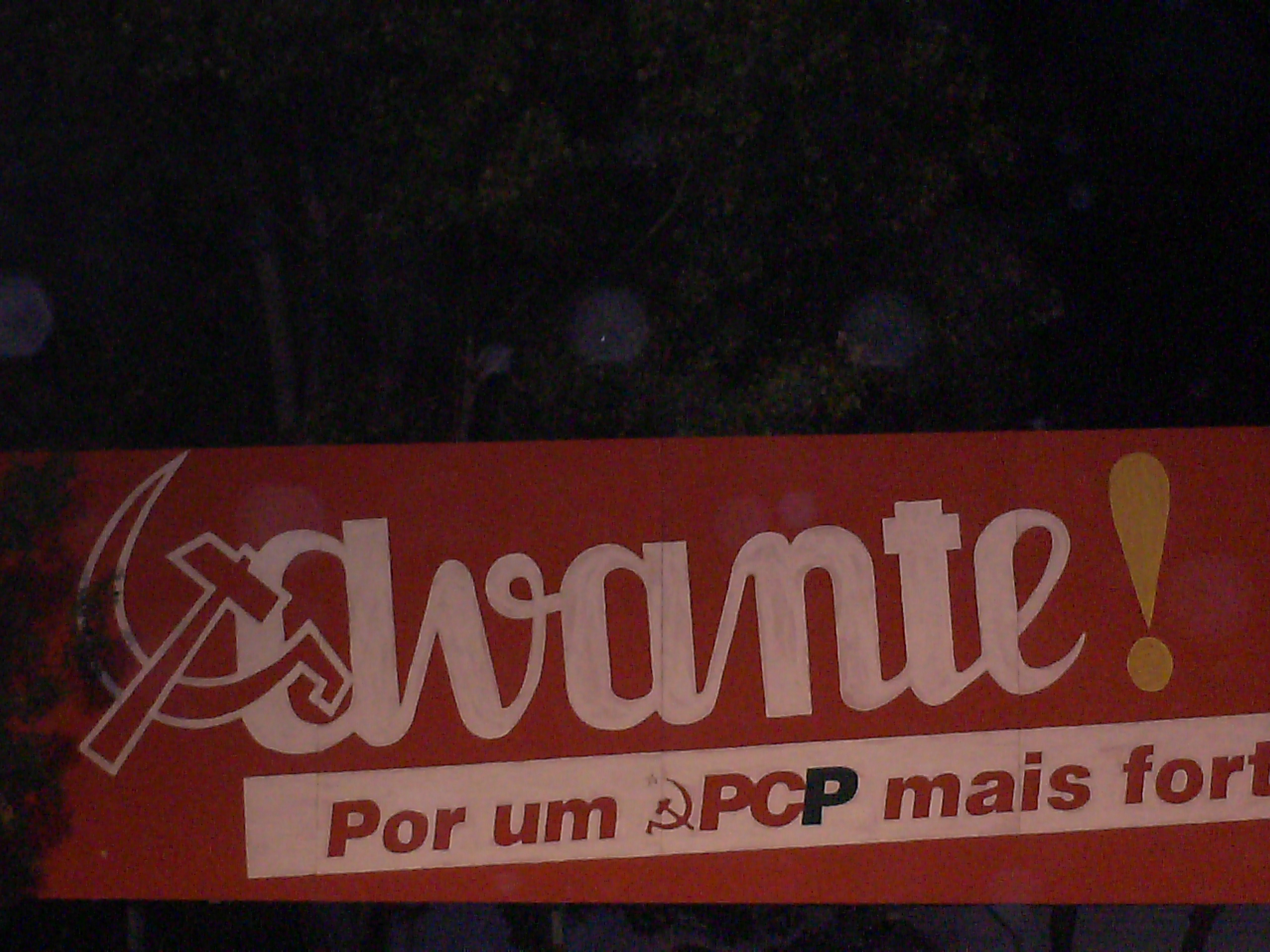
Das Logo der Avante! auf der Festa do Avante!

## Geschichte
Die Avante! erschien erstmals am 15. Februar 1931 als ein Aufruf an das portugiesische Proletariat der Kommunistischen Partei beizutreten. Dennoch erschien die Zeitung nur unregelmäßig, die portugiesischen faschistischen Behörden behinderten maßgeblich den Druck, sodass die Avante! an unbekannten, geheimen Orten gedruckt werden musste. Die Behörden verfolgten die Verantwortlichen und reagierten mit Razzien und Verhaftungen auf jede erscheinende neue Ausgabe.
Nach der umfassenden Reorganisation der Kommunistischen Partei im August 1941 erschien die Zeitung zumindest ein Mal pro Monat. Nun konnte die Redaktion auch mit mehr Zuschriften aus den anderen Teilen des Landes rechnen und wiederum flächendeckender über das Geschehen in Gesamtportugal berichten. In den vierziger Jahren war die Avante! eine der wenigen Zeitungen, die nicht von der offiziellen Zensur betroffen war, sodass sie unabhängig über den Zweiten Weltkrieg, die Rolle der Nationalsozialisten und die der Alliierten berichten konnte.
In den frühen 1950er Jahren, verstärkte die Diktatur unter Salazar das rigide Vorgehen gegen die Kommunisten. Unterstützt durch die westlichen Alliierten in der NATO, konnte dieser die Diktatur ohne Probleme weiterführen, zahlreiche kommunistischen Parteimitglieder wie beispielsweise Álvaro Cunhal wurden inhaftiert. Die Avante! dokumentierte in dieser Zeit das faschistische Vorgehen und unterstützte beispielsweise in der Präsidentenwahl 1958 den oppositionellen Kandidaten Humberto Delgado, der aufgrund der massiven Wahlmanipulation der Behörden jedoch nicht gewinnen konnte.
Ab 1961 erschütterten die Kolonialkriege Portugal, die zuerst in der Kolonie Angola begannen und sich Zug um Zug auch nach Mosambik und Guinea-Bissau ausbreiteten. Die Avante! stellte in dieser Zeit für anti-kolonialistischen Stimmen eine Plattform dar, auch weiterhin dokumentierte sie die Proteste gegen die faschistische Diktatur, wie beispielsweise die Studentenaufruhen (Crise Académica). Ende der sechziger Jahre nahmen die Inhaftierungen wegen Kritik am Regime stark zu, die Avante! solidarisierte sich mit ihnen und bezog als Organ der PCP Stellung.
Nach der Abschaffung der Diktatur mit der Nelkenrevolution 1974 konnte am 17. Mai 1974 die erste reguläre, freie und legage Ausgabe der Avante! erscheinen, die Kommunisten der PCP beteiligten sich zu der Zeit bereits an der ersten Provisorischen Regierung unter Adelino da Palma Carlos. Zu der Zeit erreichte die Avante! Höchstauflagen.
Im Jahr 1976 fand erstmals die Festa do Avante! auf dem Lissabonner Messegelände (FIL) statt, das zahlreiche kulturelle Veranstaltungen wie Konzerte, Lesungen etc. bündelt. Seitdem findet es jährlich statt, bis 1990 an wechselnden Orten. Veranstaltungsorte waren neben dem Messegelände auch schon Ajuda, Loures u. a. Seit dem Erwerb des Grundstückes der Quinta da Atalaia in Amora (Seixal) auf der anderen Seite des Tejos findet die Festa dort statt.
In den achtziger Jahren gewannen die rechts-konservativen Parteien Portugals die Wahlen und stellten somit erstmals seit der Nelkenrevolution die Regierung und schafften einige der als sozialistische Errungenschaften angesehenen Gesetze der Vorgängerregierungen wieder ab. Die Kommunistische Partei sah diese Politik als illegitim an und rief in der Avante! zu zahlreichen Streiks und Demonstrationen gegen die Politik von Aníbal Cavaco Silva und Francisco Pinto Balsemão auf.
Mit dem Zusammenbruch der Sowjetunion sanken die Wahlergebnisse und die Bedeutung der Kommunistischen Partei allgemein, die Zahlen der Avante! verhielten sich ähnlich. Dennoch bilden bis heute besonders die Region um Lissabon sowie der gesamte Alentejo die Hochburg der Kommunisten, besonders dort erfreut sich die Avante! hoher Verkaufszahlen. 2000 erfolgten zahlreiche Layoutänderungen, sodass erstmals das Deckblatt der Zeitung in farbe erschien. Gleichzeitig richtete die Avante! einen Onlineauftritt ein, wo der gesamte Inhalt der Zeitung abrufbar bereitsteht. Dennoch erscheint die Avante! weiterhin regelmäßig jeden Donnerstag.